# Wagner Montes
Wagner Montes dos Santos (Duque de Caxias, 18 de julho de 1954 — Rio de Janeiro, 26 de janeiro de 2019) foi um advogado, jornalista, jurado, apresentador de rádio e televisão e político brasileiro. Foi deputado estadual do Rio de Janeiro e presidente em exercício da Alerj. Desde 2003 apresentava os programas jornalísticos populares da Record Rio.

## Biografia e carreira
Formado em direito pela Universidade Gama Filho, começou sua carreira na rede Tupi, primeiro como repórter policial na Super Rádio Tupi do Rio de Janeiro, em 1974 e depois, em 1979, como apresentador do programa Aqui e Agora da TV Tupi. Em 1981, após rápida carreira no cinema (fez A Morte Transparente, em 1978 e A Pantera Nua, em 1979), foi contratado por Silvio Santos para trabalhar na TVS, emissora que estava inaugurando (mais tarde mudaria o nome para SBT), onde permaneceu por dezessete anos.
No SBT participou de programas como O Povo na TV, Jornal Policial, Clube dos Artistas, Musicamp e Musidisc, além de ter sido jurado do Show de Calouros. Em 5 de novembro de 1981, sofreu um acidente de triciclo na Zona Sul carioca e precisou amputar a perna direita. Também já foi cantor e gravou quatro discos. Uma de suas canções mais famosas foi "Me Use, Abuse e Lambuze". Mas segundo ele mesmo dizia, cantava muito mal e depois abandonou a música. Namorou a miss Catia Pedrosa, com quem teve um filho, o político Wagner Montes. Casou-se com a atriz Sônia Lima em 1987, com quem teve seu segundo filho, o ator Diego Montez.
Em 1990, candidatou-se a deputado estadual pelo PTB, recebendo 11 041 votos, embora não tenha sido eleito, assumiu uma vaga de suplente, no final do mandato, seu nome foi citado em uma lista de doações do bicheiro Castor de Andrade, algo que ele negou.
Também trabalhou nas rádios Record e América em São Paulo, e na Manchete, no Rio de Janeiro. Em junho de 1997 foi contratado pela CNT, onde comandou os programas 190 Urgente, Na Boca do Povo e Em Cima do Fato. Na mesma emissora, por algum tempo, comandou o Programa Wagner Montes. Na CNT lançou ainda o programa Novos Talentos, que ia ao ar todo sábado, dando oportunidade a novos artistas.
Em 2003 foi para a TV Record. Apresentou os programas jornalísticos locais Verdade do Povo, Cidade Alerta Rio, RJ no Ar e, finalmente, o Balanço Geral - sendo o primeiro apresentador da versão carioca, antes do noticiário se tornar uma marca nacional da Rede Record, com versões na maioria dos estados do país. No comando do Balanço, Wagner deixou a Record do Rio de Janeiro na liderança de audiência na hora do almoço, obrigando os concorrentes, inclusive a TV Globo, a mudar o tom da cobertura jornalística local; antes fria, passou a ser mais popular.
Nas eleições de 2006, afastou-se da televisão para concorrer a uma cadeira na Assembleia Legislativa do Estado do Rio de Janeiro. Foi o terceiro deputado estadual mais votado no estado do Rio de Janeiro e o mais votado na legenda do PDT, com mais de cem mil votos. Após a eleição, voltou ao Balanço Geral local. Em fevereiro de 2007 inaugurou sua coluna semanal Escraaaacha!, publicada às sextas-feiras no Jornal carioca Meia-Hora. O nome da coluna faz referência ao bordão que popularizou na TV e no rádio. A partir de 14 de setembro de 2008 sua coluna foi rebatizada "Balanço Geral" e passou a ser publicada nas edições de segunda, quarta e sextas-feiras do mesmo Jornal Nas eleições de 2010, reelegeu-se à Alerj, pelo PDT, com a expressiva votação de 528 628 votos, tendo sido o candidato mais votado naquele ano. Nas eleições de 2014, reelegeu-se à Alerj, pelo PSD, para o mandato 2015–2019, com a expressiva votação de 208 814 votos, tendo sido o segundo candidato mais votado naquele ano.
Em março de 2015, Montes deixa o Balanço Geral RJ e assume o Cidade Alerta RJ. Logo nos primeiros meses elevou a audiência da emissora no horário. Em abril desse mesmo ano, votou a favor da nomeação de Domingos Brazão para o Tribunal de Contas do Estado do Rio de Janeiro, nomeação que foi muito criticada na época. Em dezembro de 2015, o apresentador foi afastado do programa por problemas de saúde, por não ter seguido as orientações médicas de repouso depois de uma cirurgia de implante dentário. Em março de 2016, anunciou sua filiação ao PRB. Em maio desse mesmo ano, retornou ao comando do Cidade Alerta RJ.
Em 2017, começou a apresentar problemas de saúde devido ao seu excesso de peso. Chegou a apresentar o Cidade Alerta sentado e internar-se para tratamento. Enfrentou problemas vasculares, chegando a ser visto nas sessões da Alerj sentado numa cadeira de rodas. Mais uma vez, foi internado e, em julho de 2017, recebeu alta após 39 dias de internação, passando a apresentar o Balanço Geral RJ Manhã.
Na ALERJ, em fevereiro de 2017, votou contra a privatização da CEDAE proposta pelo governador Luiz Fernando Pezão e seus aliados. Apesar de seu voto contrário, a proposta acabou sendo aprovada pela maioria dos deputados presentes. Em novembro de 2017 Wagner Montes tornou-se presidente em exercício da ALERJ, após a prisão do deputado Jorge Picciani. O primeiro desgaste de Wagner Montes com aliados de Picciani ocorreu quando ele votou a favor da permanência da prisão dos deputados Jorge Picciani, Paulo Melo e Edson Albertassi e ainda, como presidente em exercício da ALERJ, não assinou o comunicado em que a Assembleia notificava o Tribunal Regional Federal, da 2ª Região (TRF-2), sobre a soltura dos três deputados após votação realizada em suas dependências. Segundo o jornal O Globo, Wagner Montes pretendia deliberar sobre uma agenda positiva para a Assembleia. Nas eleições de 2018, foi candidato a deputado federal pelo PRB, tendo sido eleito com 65 868 votos.
Wagner Montes morreu aos 64 anos no Rio de Janeiro, na manhã de 26 de janeiro de 2019, depois de dois dias de internação para tratamento de uma infecção urinária. Em novembro de 2018 havia sofrido um infarto, tendo se recuperado. A esposa Sônia Lima revelou posteriormente que o apresentador lutou nos últimos 9 anos de sua vida contra um câncer localizado originalmente no rim e metástases em outras partes do corpo.

## Carreira
| Ano       | Nome                   | Função       | Emissora   |
| --------- | ---------------------- | ------------ | ---------- |
| 1978-1980 | Aqui e Agora           | Apresentador | Rede Tupi  |
| 1980-1984 | O Povo na TV           | Apresentador | SBT        |
| 1984-1996 | Show de Calouros       | Jurado       | SBT        |
| 1991-1996 | Aqui Agora             | Repórter     | SBT        |
| 1997-1999 | 190 Urgente            | Apresentador | CNT        |
| 1999-2003 | Programa Wagner Montes | Apresentador | CNT        |
| 2003-2004 | Verdade do Povo        | Apresentador | Record Rio |
| 2003-2005 | Cidade Alerta RJ       | Apresentador | Record Rio |
| 2004-2015 | Balanço Geral RJ       | Apresentador | Record Rio |
| 2005-2006 | RJ No Ar               | Apresentador | Record Rio |
| 2015-2017 | Cidade Alerta RJ       | Apresentador | Record Rio |
| 2017-2019 | Balanço Geral RJ Manhã | Apresentador | Record Rio |

## Desempenho eleitoral
| Ano  | Eleição                     | Partido | Cargo             | Votos   | %     | Resultado | Ref    |
| ---- | --------------------------- | ------- | ----------------- | ------- | ----- | --------- | ------ |
| 2006 | Estaduais no Rio de Janeiro | PDT     | Deputado estadual | 111.802 | 1,37% | Eleito    | [ 27 ] |
| 2010 | Estaduais no Rio de Janeiro | PDT     | Deputado estadual | 528.628 | 7,04% | Eleito    | [ 28 ] |
| 2014 | Estaduais no Rio de Janeiro | PSD     | Deputado estadual | 208.814 | 2,69% | Eleito    | [ 29 ] |
| 2018 | Estaduais no Rio de Janeiro | PRB     | Deputado federal  | 65.868  | 0,85% | Eleito    | [ 30 ] |